# 努尔贝里市镇
努尔贝里市镇（瑞典語：Norbergs kommun）是瑞典中部西曼兰省的一个市镇。其治所位于努尔贝里。